# Daewoo Tosca
El Daewoo Tosca es un automóvil de turismo del segmento D, desarrollado por el fabricante surcoreano GM Daewoo y vendido bajo las marcas Daewoo, y como Chevrolet y como Holden desde el año 2006. Algunos de sus rivales son el Opel Vectra, el Hyundai Sonata, el Kia Magentis y el Škoda Superb.

## Nombre
Los comunicados de prensa oficiales de GM Daewoo señalaban que Tosca es un acrónimo del lema "Tomorrow Should Come Always" (El mañana debería venir siempre). "Tosca" también es una ópera popular del compositor italiano Giacomo Puccini.

## Características
El Daewoo Tosca es un cinco plazas con carrocería sedán de cuatro puertas, motor delantero transversal y tracción delantera. Se presentó oficialmente en el Salón del Automóvil de Ginebra de 2006 como sucesor del Daewoo Magnus y del Opel Vectra. El modelo se denomina Chevrolet Epica en numerosos países, y Holden Epica en Australia y Nueva Zelanda.
Los motores gasolina son un cuatro cilindros en línea de 2.0 litros y 143 CV, y un seis cilindros en línea de 2.5 litros y 156 CV, mientras que el Diésel es un cuatro cilindros en línea de 2.0 litros y 150 CV, con turbocompresor de geometría inyección directa common-rail. Los tres tienen cuatro válvulas por cilindro. Las cajas de cambios disponibles son una manual de cinco marchas y una automática de cuatro o cinco marchas.Recientemente se ha dado a conocer que se renovaran los motores tanto en gasolina como en diesel. En gasolina serán 2 motores uno de 1.6 de cilindrada turboalimentado con 180 CV de potencia y seis cilindros en línea y un 2.0 turboalimentado con 220 CV. En Diesel será un 2.0 con cuatro cilindros en línea y 163 CV y un 2.4 también con cuatro cilindros y 201 CV.
Se fabricó también una versión que utiliza como carburante GLP, equipada con un motor de quinta generación multipunto Daewoo de 2000 CC; 6 cilindros en línea; y 4 válvulas por cilindro. Su consumo no es mejor que el que usa gasolina, pero se logra una economía por el menor precio del GLP.

## Datos
Daewoo Tosca 2006 GLP 5ª generación
Tracción delantera; volante a la izquierda, original, sistema de dirección hidráulica; con servo; motor Daewoo de 2000 cc; 6 cilindros transversal en línea; 4 válvulas por cilindro; 24 válvulas; motor dohc; sistema de combustible glp, del tipo inyección secuencial; un inyector de glp por cilindro; sistema original de fábrica, de última generación; sistema de frenos de discos ventilados en las cuatro ruedas; asientos tapizados de marroquín; aire acondicionado de fábrica, aire forzado y calefacción; espejos retrovisores delanteros eléctricos; radio tocacasete, CD, mp3; original de fábrica, cuatro parlantes, de fábrica; controles del radio, CD, mp3 y volumen en timón; alarma, cierre centralizado a distancia por control remoto (llavero); sistema de alarma, original de fábrica; faros neblineros delanteros, originales de fábrica; lunetas y pestillos eléctricos, cierre centralizado de las puertas; panel de instrumentos integral; podómetro digital, tacómetro, temperatura, velocímetro, indicador de combustible glp; sensor de lluvia en parabrisas, sensor de oscuridad; pantalla con climatizador gráfico, "interior"; colores originales de fábrica; cuatro aros de aluminio n ° 15, llantas radiales 205 / 70 - r15; tanque de glp en maletera, con capacidad de almacenamiento de 85 L; Original Daewoo solo se puede usar 65 litros (aproximadamente 15 galones) por expansión del glp. Para una autonomía razonable: 10,5 km × litro GLP.